# Rue de la Bourse (Lille)
Pour les articles homonymes, voir Rue de la Bourse.
La rue de la Bourse est une rue de Lille, dans le Nord, en France.

## Situation et accès
Située à la limite des quartiers du Vieux-Lille et de Lille-Centre, la rue de la Bourse rejoint la Grand'Place à la place du Théâtre. Elle part de la Grand'Place et se poursuit par la rue de la Grande-Chaussée après avoir rejoint la rue Lepelletier.

## Origine du nom
Elle est ainsi dénommée parce qu'elle conduit à la Nouvelle Bourse construite de 1906 à 1921 ou Chambre de Commerce et d'industrie.

## Historique
La rue de la Bourse est tracée après la construction du rang de Beauregard en 1687. Elle se nommait alors « place du Vieux-Marché-aux-Fromages », encore antérieurement « rue au Fromage », ce marché étant disparu en 1848 d'après Victor Derode, et n'a pris le nom de « rue de la Bourse » qu'en 1910.

## Bâtiments remarquables et lieux de mémoire
La rue comprend plusieurs bâtiments protégés au titre des monuments historiques.
- Le rang aux angelots bâti vers 1677 aux 1, 3, 5, 15, 17 et 19 rue de la Bourse[2]
- Les immeubles de retour du rang de Beauregard aux 2 à 10 rue de la Bourse[3]
- La maison au 23 rue de la Bourse[4]